# Romano (usurpador)
Romano (en latín: Romanus) fue un patricio del Imperio Romano de Occidente que fue ejecutado en Roma en 470 bajo la acusación de intentar rebelarse contra el emperador Antemio.

## Carrera
Romano fue senador y patricio y alcanzó el rango de Magister officiorum durante las décadas finales del Imperio Romano de Occidente. Como seguidor declarado del Magister militum Ricimero, entró en conflicto con el emperador Antemio, quien desconfiaba del poder de Ricimero.
En 470, Antemio cayó gravemente enfermo y corrió el rumor de que su mal tenía origen en un acto de brujería. Ricimero vio la oportunidad de instalar un nuevo emperador títere y comenzó a preparar el ascenso de Romano al trono imperial. Sin embargo, Antemio logró recuperarse y acusó a algunos de los seguidores de Ricimero de utilizar la hechicería para intentar provocar su muerte, incluyendo en la acusación a Romano, a quien también se acusó buscar la usurpación del título imperial. El senador fue decapitado en 470, acto con el que Antemio esperaba asegurar su trono.
De hecho, ocurrió lo contrario. Ricimero se enfureció por la muerte de Romano, reunió a 6.000 hombres que habían sido alistados para la guerra contra los vándalos y comenzó una oposición armada en Milán contra Antemio en Roma. Este conflicto entre el emperador y el hombre fuerte militar acabó cinco meses después con la conquista de Roma por Ricimero, y la captura y ejecución de Antemio en 472.